# بیژن شهبازخانی
بیژن شهبازخانی (زادهٔ ۱۳۴۲ در ملایر) نمایندهٔ حوزهٔ انتخابیهٔ ملایر در دورهٔ هفتم مجلس شورای اسلامی بود. وی پیش‌تر در دورهٔ ششم نیز عضو این مجلس بود.